# Tom Scheffel
Tom Scheffel (* 20. September 1994 in Chemnitz) ist ein deutscher Fußballspieler.

## Karriere
Scheffel hatte bis zu seinem Wechsel im Jahr 2005 zum Chemnitzer FC bei der USG Chemnitz und beim TSV IFA Chemnitz gespielt. Mit der Chemnitzer A-Jugend stieg er 2012 in die A-Junioren-Bundesliga auf. In der darauffolgenden Saison 2012/13 absolvierte Scheffel 25 Spiele und erzielte dabei fünf Tore. Nachdem er bereits 2012 für die zweite Mannschaft der Chemnitzer aufgelaufen war, spielte er am 17. August 2013 gegen den SSV Jahn Regensburg erstmals in der Profimannschaft. Bei einem Testspiel im heimischen Sportforum gegen die TSG Neustrelitz am 30. Juni 2015 verletzte sich Scheffel schwer am vorderen Kreuzband des rechten Knies und fehlte zwei Jahre verletzungsbedingt. Sein Pflichtspiel-Comeback gab er am 12. August 2017 in der ersten Runde des DFB-Pokals gegen den FC Bayern München. Im März 2018 erlitt Scheffel mit einem Sehnenanriss eine erneute Verletzung, die ihn bis zum Saisonende ausfallen ließ. Der auslaufende Vertrag wurde durch den Verein nicht verlängert.
Zur Winterpause 2018/2019 meldete der Verein Wormatia Worms aus der Regionalliga Südwest die Verpflichtung von Tom Scheffel. Jedoch blieb Scheffel nur bis zum Saisonende in Worms und wechselte dann zum Nordost-Regionalligist VSG Altglienicke.